# El Palmar de Troya
El Palmar de Troya est une commune espagnole située dans la province de Séville, en Andalousie. 

## Géographie
La commune s'étend sur 33,16 km2 dans le bassin inférieur du Guadalquivir et son centre se situe à 15 km au sud d'Utrera et à 40 km de Séville.

## Histoire
Bien qu'il y ait des vestiges historiques datant de l'époque romaine et aussi du XIIIe siècle, période à laquelle El Palmar se trouvait dans la Banda Morisca —système défensif pour parer les attaques des musulmans du Royaume de Grenade—, le bourg actuel a été fondé par les familles des prisonniers politiques de la Guerre civile espagnole amenés de force pour construire le barrage de Torre del Águila tout proche.
Constituant une entité locale autonome de la commune d'Utrera, le bourg entame en 2013 son processus de séparation vis-à-vis de celle-ci et devient une commune à part entière le 2 octobre 2018.

### Apparitions mariales
De nos jours, El Palmar de Troya est surtout connu pour son apparition mariale de 1968 (après celles de Garabandal de 1961 à 1966) qui aboutit à la création de l'Église chrétienne palmarienne des Carmélites de la Sainte-Face, une église schismatique du catholicisme connue sous le nom d'Église catholique palmérienne, considérée comme étant une secte.
Le 30 mars 1968, des apparitions mariales commencent dans la propriété La Alcaparrosa, à 3 km de Palmar de Troya et à 15 km d'Utrera, près d'un lentisque, croissant à une centaine de mètres de la propriété, bordant l'ancienne route de Cadix. Quatre jeunes filles, Ana García, Ana Aguilera, Rafaela Gordo et Josefa Guzmán, les premières voyantes, sont suivies de beaucoup d'autres, Rosario Arenillas, de Palmar de Troya, le 11 avril ; María Marín, de Utrera, le 20 mai ; María Luisa Vila, de Séville, le 6 juin 1968. 
Clemente Domínguez y Gómez, qui aurait eu là sa propre vision de l'apparition l'année suivante, le 30 septembre 1969, fonde l'Église palmarienne.

## Démographie
La population s'élevait à 2 401 habitants en 2014 et à 2 340 habitants en 2019.

### Sources
- (es) Cet article est partiellement ou en totalité issu de l’article de Wikipédia en espagnol intitulé « El Palmar de Troya » (voir la liste des auteurs).